# Ophelosia saintpierrei
Ophelosia saintpierrei är en stekelart som beskrevs av Girault 1913. Ophelosia saintpierrei ingår i släktet Ophelosia och familjen puppglanssteklar. Inga underarter finns listade i Catalogue of Life.